# إيان هارلاند
إيان هارلاند هو قسيس وسياسي بريطاني، ولد في 19 ديسمبر 1932، وتوفي في 27 ديسمبر 2008.

## مناصب
- انتخب عضو مجلس اللوردات  [لغات أخرى]‏ ( – 11 نوفمبر 1999).
- انتخب Bishop of Carlisle [الإنجليزية]‏.
- انتخب Anglican Bishop of Lancaster [الإنجليزية]‏.
- انتخب Archdeacon of Doncaster [الإنجليزية]‏.